# Laurel (Batangas)
Pour les articles homonymes, voir Laurel.
Laurel (en tagalog : Bayan ng Laurel) est une municipalité de la province de Batangas aux Philippines. Elle compte 43 210 habitants lors du recensement de 2020.

## Géographie
Laurel est située sur l'île de Luçon, la plus grande île de l'archipel des Philippines. C'est l'une des 31 municipalités de la province de Batangas.
Elle est située à 70 kilomètres de Batangas, chef-lieu de la province, et à 93 kilomètres de Manille, la capitale des Philippines.
D'une superficie totale de 71,29 kilomètres carrés, Laurel est divisée en 21 barangays (districts) : 
1. As-Is
2. Balakilong
3. Berinayan
4. Bugaan East
5. Bugaan West
6. Buso-buso
7. Dayap Itaas
8. Gulod
9. J. Leviste
10. Molinete
11. Niyugan
12. Paliparan
13. Barangay 1 (Poblacion)
14. Barangay 2 (Poblacion)
15. Barangay 3 (Poblacion)
16. Barangay 4 (Poblacion)
17. Barangay 5 (Poblacion)
18. San Gabriel
19. San Gregorio
20. Santa Maria
21. Ticub

## Histoire

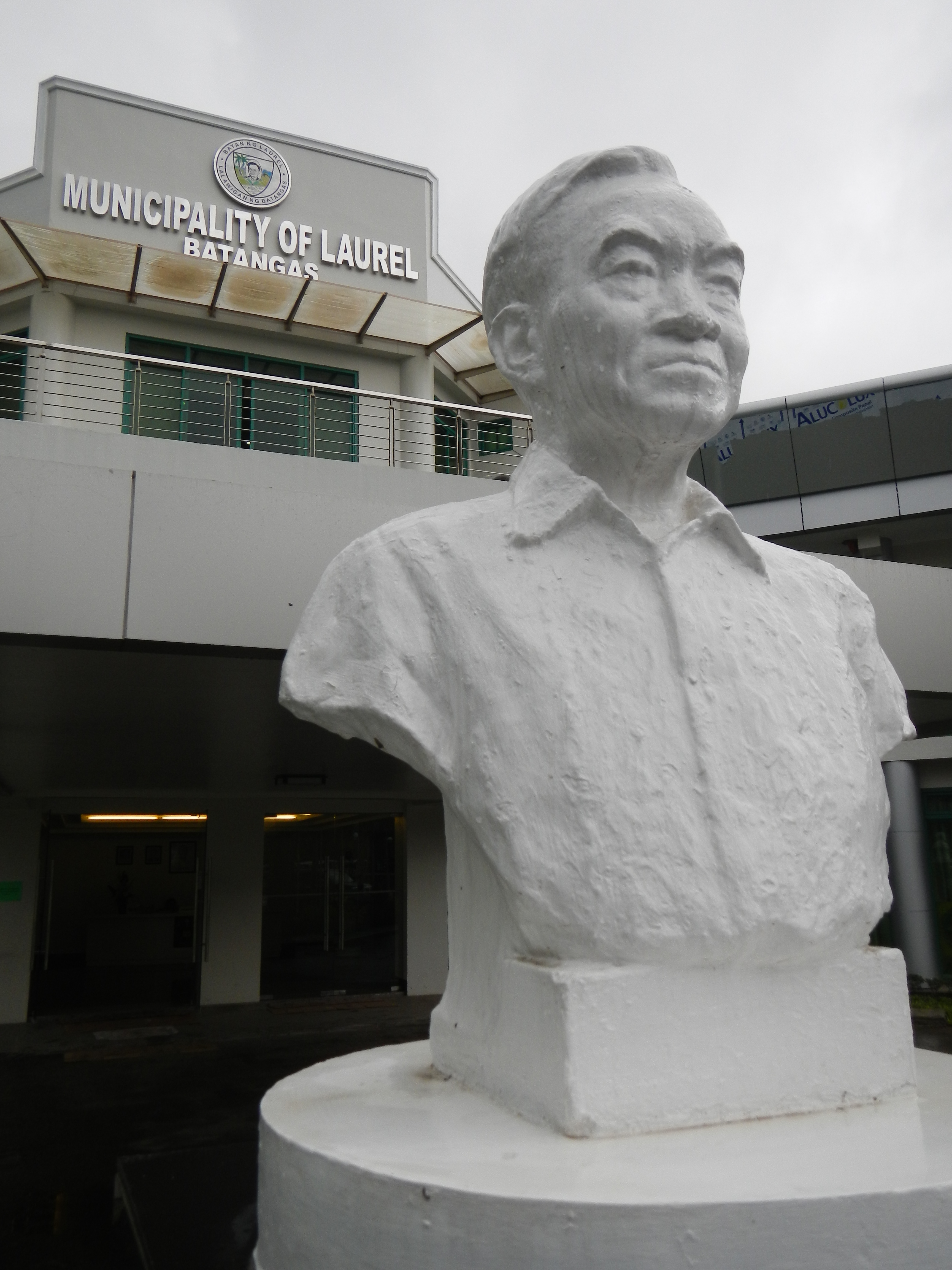
Buste de José P. Laurel devant l'hôtel de ville de Laurel.

Jusqu'en 1969, Laurel fait partie de Talisay. Le 21 juin 1969, les barrios (quartiers) de Bayuyungan, Ticub, Balakilong, Bugaan, Borinayan, As-is, San Gabriel et Buso-buso sont séparés de Talisay pour constituer la nouvelle municipalité de Laurel. Elle nommée en l'honneur de José P. Laurel (1891-1959), homme politique philippin.
| 1970  | 1975  | 1980  | 1990  | 1995  | 2000  | 2007  | 2010  | 2015  | 2020  |
| ----- | ----- | ----- | ----- | ----- | ----- | ----- | ----- | ----- | ----- |
| 11590 | 15143 | 17889 | 22099 | 23781 | 27604 | 34953 | 35674 | 39444 | 43210 |